# 柏崎村 (石川県)
柏崎村（かしわざきむら）は、石川県羽咋郡に存在した村。

## 地理
- 現在の宝達志水町の中部、旧押水町の北部に位置。西側は平野部、東側は末森山などの丘陵地。西側は日本海に面した。
- 当時は、農業、漁業が主な産業だった。
- 山：末森山
- 川：相見川
- 旧跡:末森城跡

## 歴史
- 1889年（明治22年）4月1日 - 町村制の施行により、羽咋郡敷浪村、敷波村、宿村、竹生野村及び南吉田村を廃し、その区域をもって羽咋郡柏崎村を設置する。
- 1898年（明治31年）4月24日 - 七尾鉄道（現・JR七尾線）が開通。同日、村内に敷浪駅開業。
- 1954年（昭和29年）11月3日 - 羽咋郡柏崎村、末森村、中荘村、北荘村及び北大海村を廃し、その区域をもって羽咋郡押水町を設置する。5大字は押水町の大字に継承。
- 1955年（昭和30年）10月1日 - （旧柏崎村の2大字）羽咋郡押水町字敷浪及び字敷波の区域を羽咋郡志雄町に編入する。
  - 2005年（平成17年）3月1日 - 羽咋郡押水町及び志雄町を廃し、その区域をもって羽咋郡宝達志水町を設置する。2町に分かれていた旧柏崎村の区域が再び一つになる。

## 交通
- 国鉄七尾線
  - 敷浪駅